# エスター・バリント
エスター・バリント（Eszter Balint、1966年 - ）は、アメリカの女優、歌手。ハンガリー、ブダペスト出身。

## 経歴
1984年、ジム・ジャームッシュ監督の『ストレンジャー・ザン・パラダイス』に出演し、女優としてデビューした。その後、表立つ活躍はなかったが、1990年に『ベイル・ジャンパー』に出演した。1999年にはアルバム『Flicker』をリリースして歌手デビューした。

## 出演
- ストレンジャー・ザン・パラダイス（1984年）
- 特捜刑事マイアミ・バイス(1986年)1エピソード
- アメリカン・ストーリーズ（1988年）
- ベイル・ジャンパー（1990年）
- ニューヨーク恋泥棒（1991年）
- ウディ・アレンの影と霧（1991年）
- デッド・ドント・ダイ The Dead Don't Die (2019年)